# Palatul D'Anna Viaro Martinengo Volpi di Misurata

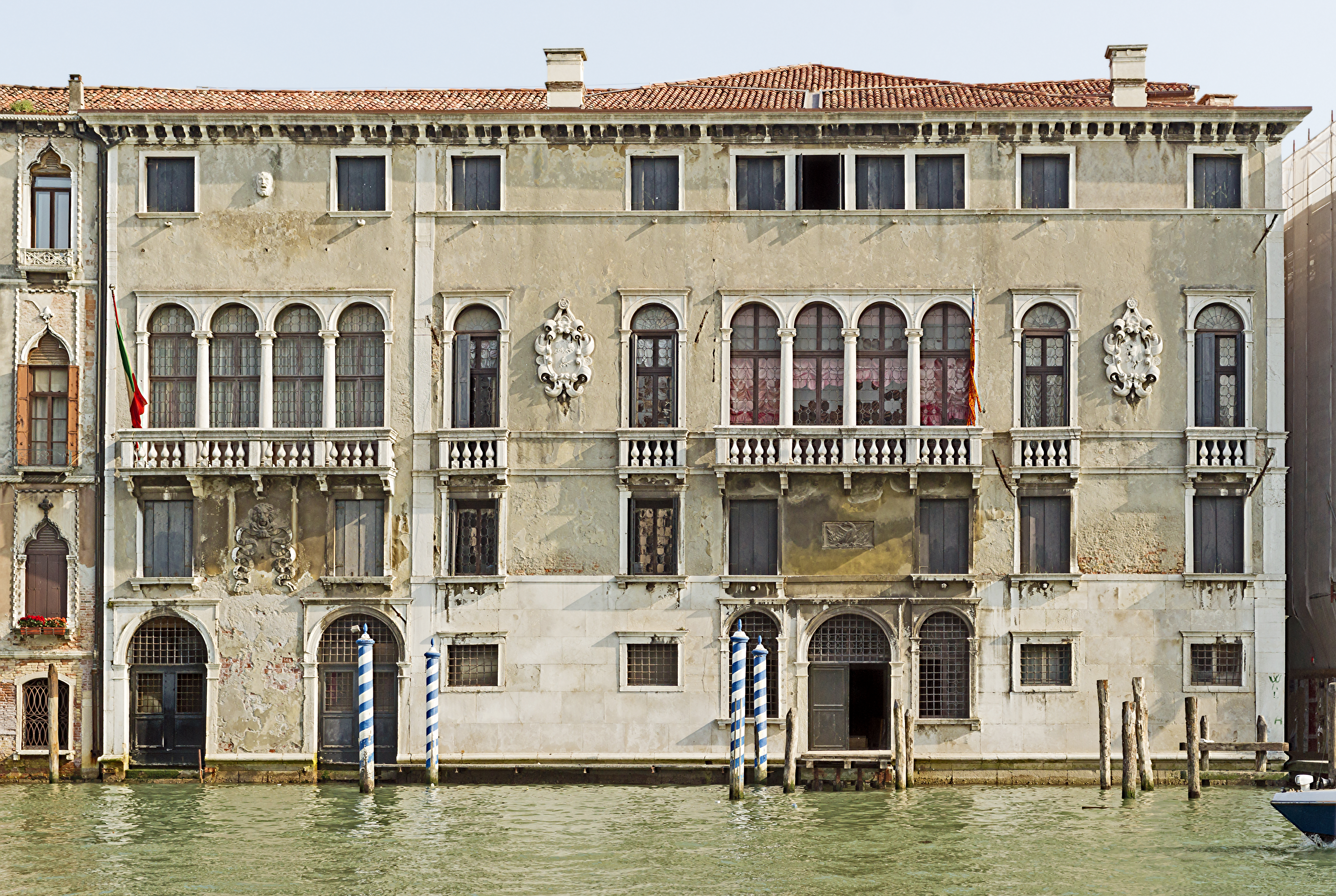
Palazzo D'Anna Viaro Martinengo Volpi di Misurata

Palatul D'anna Viaro Martinengo Volpi di Misurata, cunoscut, de asemenea, ca Palatul Talenti D'Anna Volpi, este un palat din Veneția, situat în sestiere San Marco, cu vedere la partea stângă a Canal Grande, între Palatul Tron și Casa Marinoni și vizavi de Palatul Donà della Trezza.

## Istoric
Această clădire a trecut în proprietatea mai multor familii în decursul istoriei sale. Construit la începutul secolului al XVI-lea de către familia Talenti, palatul a trecut în curând la familia de origine flamandă D'Anna, care l-a vândut la mijlocul secolului al XVII-lea familiei nobiliare venețiene Viaro. În secolul al XVIII-lea a trecut la familiile Foscarini și apoi Martinengo, în timp ce în secolul al XIX-lea a devenit proprietatea contelui Giovanni Conti, care după moartea sa a dispus să devină azil de bătrâni. În 1917, în cele din urmă, a devenit proprietar antreprenorul Giuseppe Volpi, care în 1925 a primit titlul de conte de Misurata.

## Arhitectură
La o prima vedere, fațada clădirii pare a fi împărțită în patru secțiuni cu două tipuri structurale alternante, dar la o privire mai atentă se observă că prima secțiune de pe stânga a fost legată de clădirea existentă la un moment ulterior.
Palatul a fost construit inițial în stil renascentist în forme care sunt comune pentru multe alte palate ale orașului lagunar. Parterul din piatră are un portal central către apă și o înălțime de tip mezanin cu mult mai mare decât norma. Clădirea dispune de un etaj principal cu o deschidere monoforă centrală rotundă, o cornișă superioară și un singur balcon; părțile laterale conțin câte o pereche de ferestre monofore cu un singur balcon, intercalate de o stemă nobiliară în relief. Fațada se încheie cu mezanin, cu ferestre pătrate care sunt poziționate deasupra fiecăreia dintre ferestrele de mai jos; etajul principal și mansarda de la mezanin sunt împărțite de o cornișă marcapiano.
Partea din palat care a fost ulterior înglobată, "a patra" de la stânga, urmeaza aproape fidel fațada centrală a corpului clădirii, cu diferența că prezintă două portale către apă și doar două ferestre la mansarda de la mezanin.